# Catedral de Alejandro Nevski de Tallin
La catedral de Alejandro Nevski (del estonio Aleksander Nevski katedraal) es una catedral ortodoxa estonia ubicada en Toompea, en el Centro histórico (Ciudad vieja) de Tallin, declarada patrimonio de la humanidad por la Unesco en 1997. La catedral fue construida entre 1894 y 1900 y consagrada el 30 de abril de ese año, durante el periodo en el cual la actual Estonia formaba parte del Imperio ruso, se construyó siguiendo el diseño de Mikhail Preobrazhensky, basado en el antiguo modelo arquitectónico ruso, poseyendo la cúpula más grande de entre las catedrales ortodoxas. Está dedicada a san Alejandro Nevski, quien salió victorioso en la batalla del lago Peipus en 1242. Alejo II, que terminaría siendo patriarca, comenzó su ministerio sacerdotal en la catedral.
La catedral había sido considerada por los estonios como un monumento a la dominación rusa,[cita requerida] por lo que las autoridades ordenaron su demolición en 1924; decisión que nunca fue llevada a cabo. Una vez que Estonia recuperó su independencia de la Unión Soviética en 1991, la catedral fue restaurada.

## Galería de imágenes

Fachada.
Edificio completo.
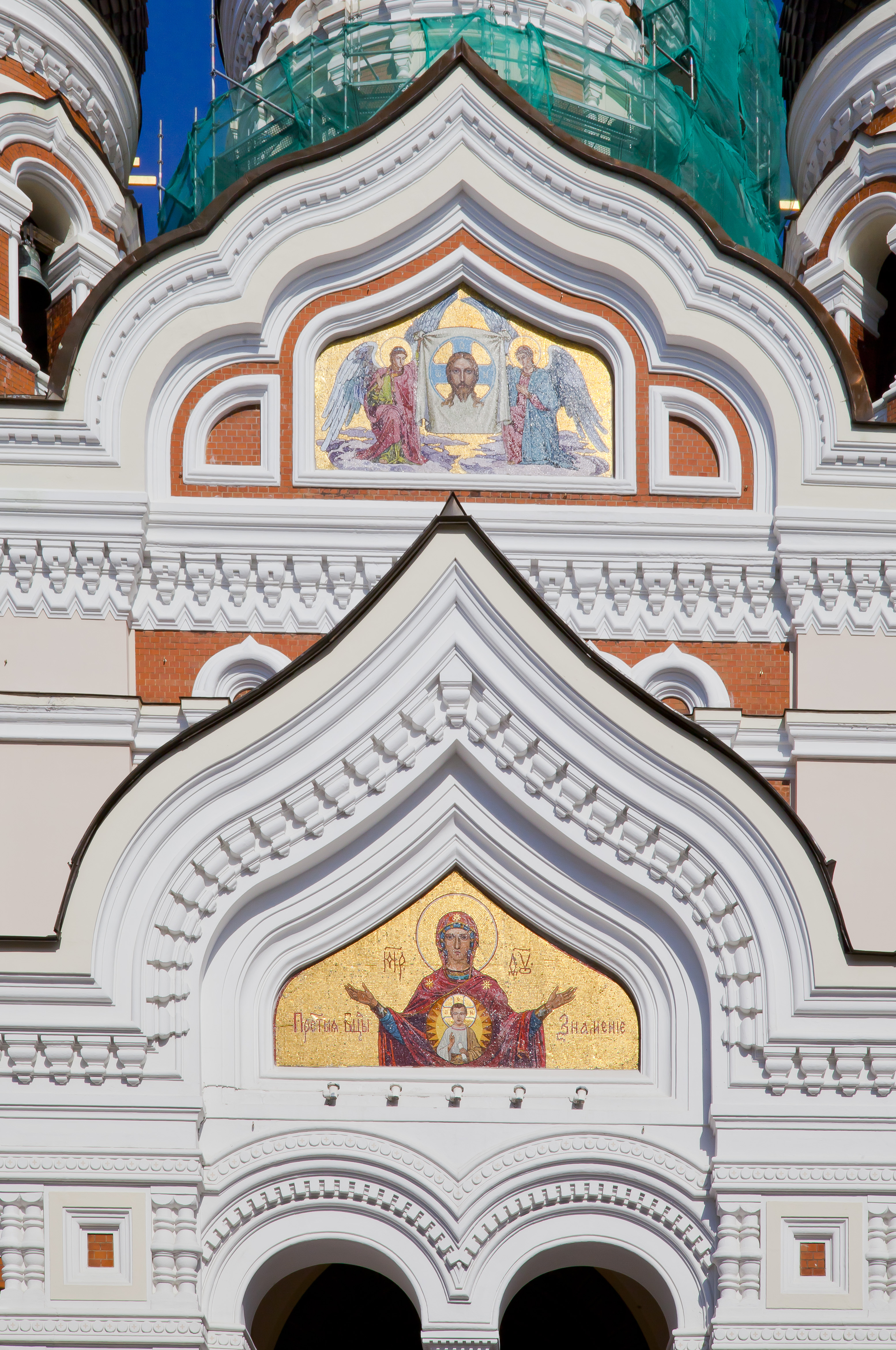
Detalla de la entrada.
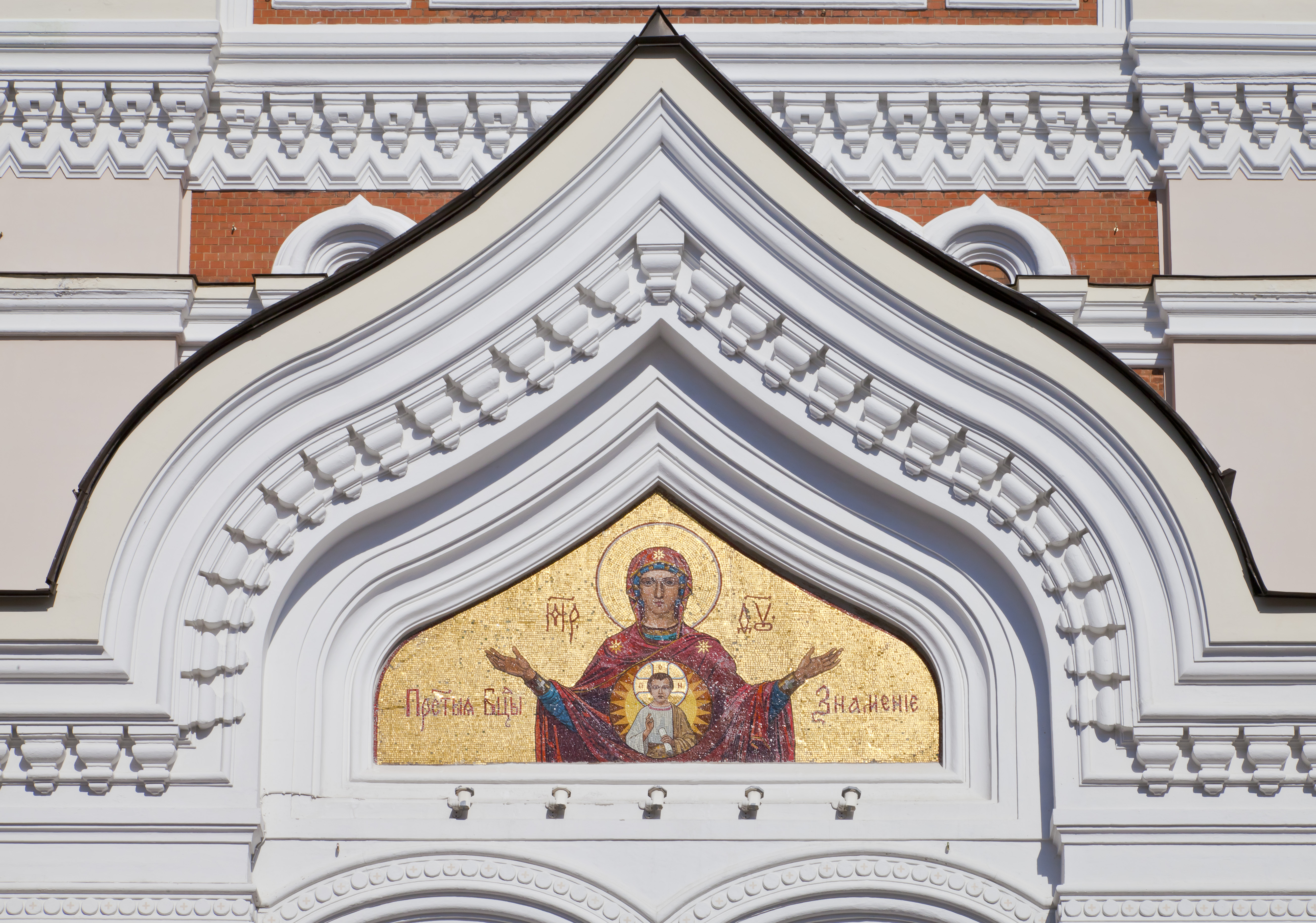
Detalle del mosaico sobre la entrada.
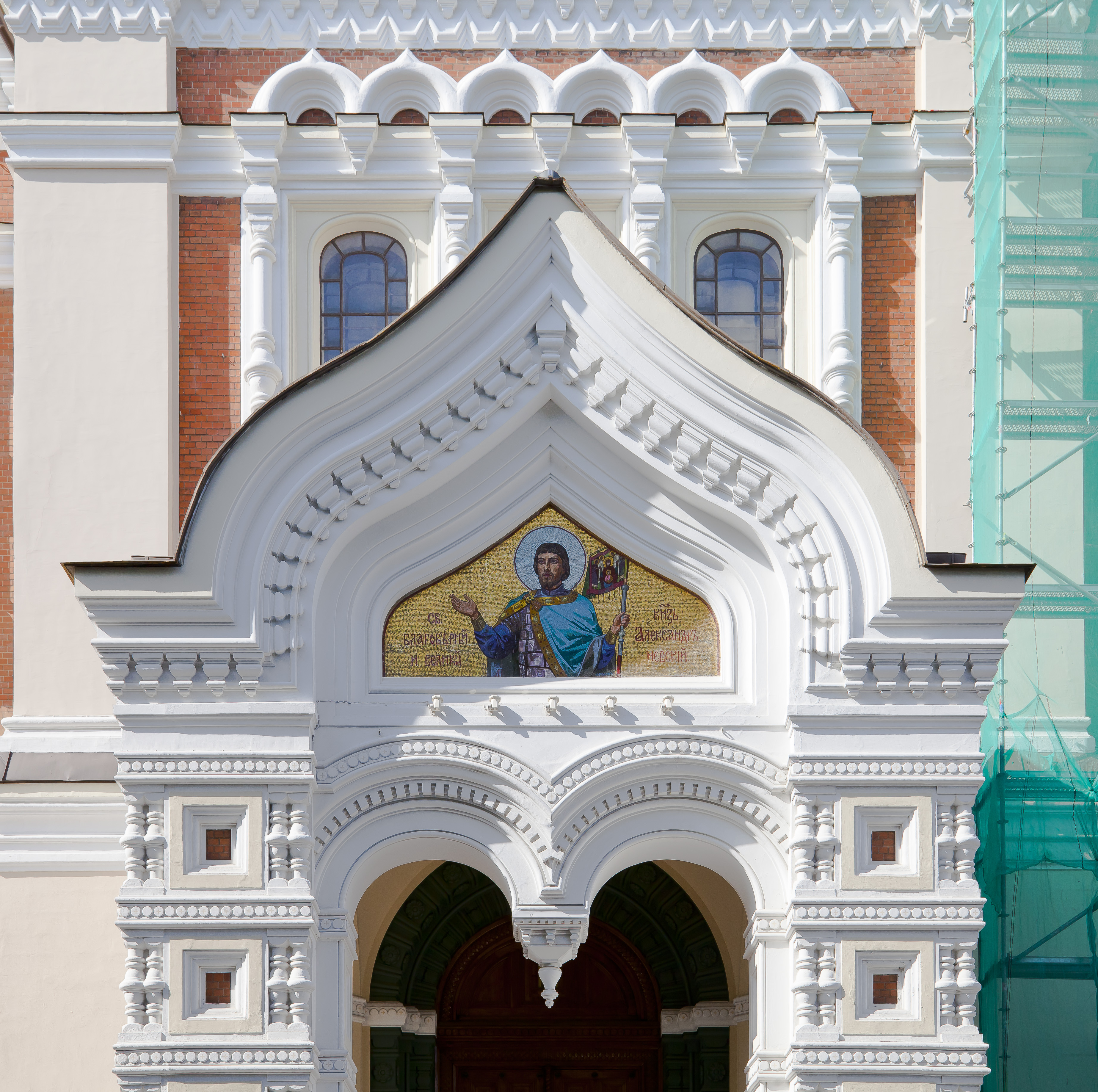
Entrada lateral.
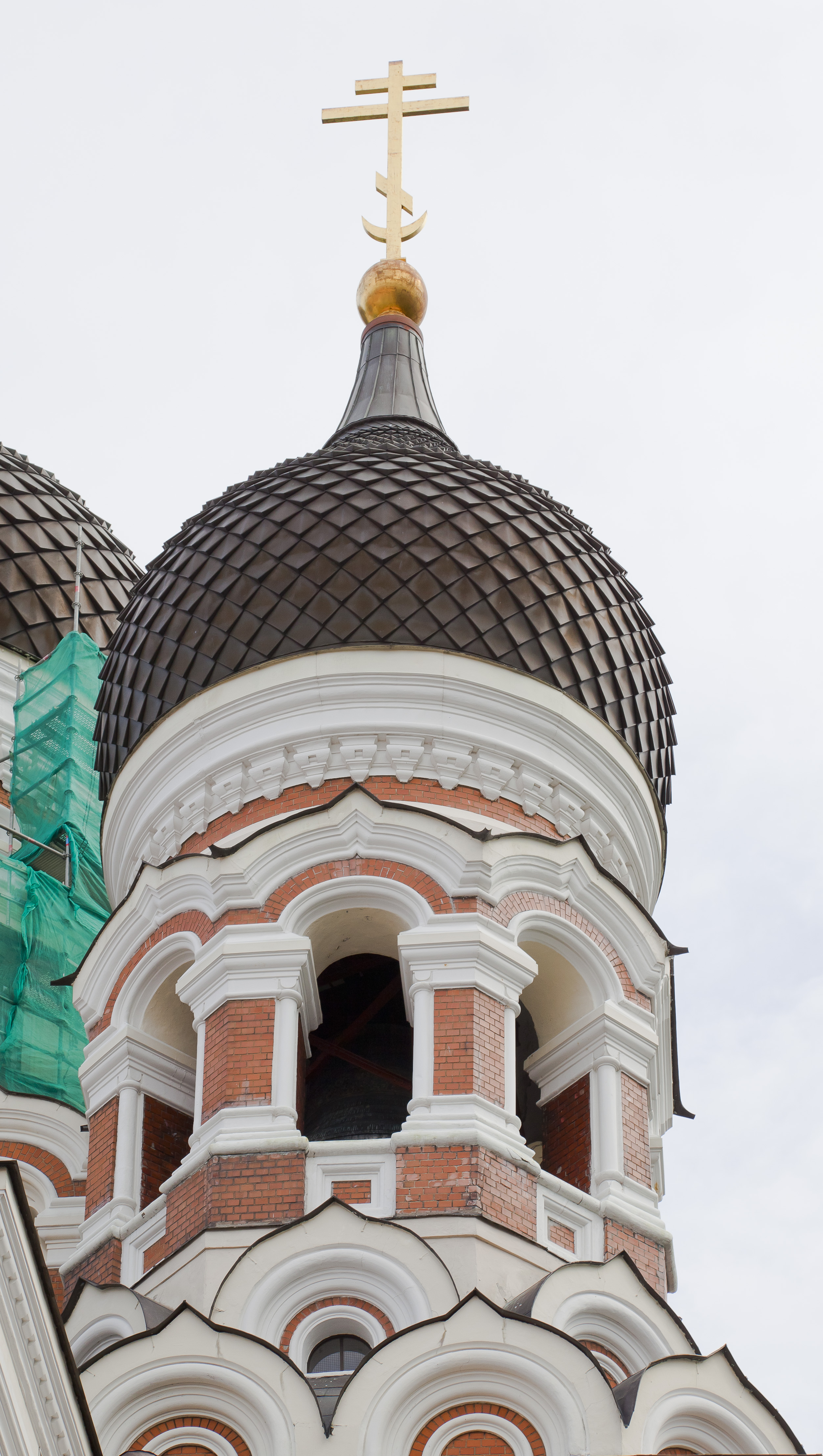
Detalle de una torre.
Vista posterior.
Vista nocturna.
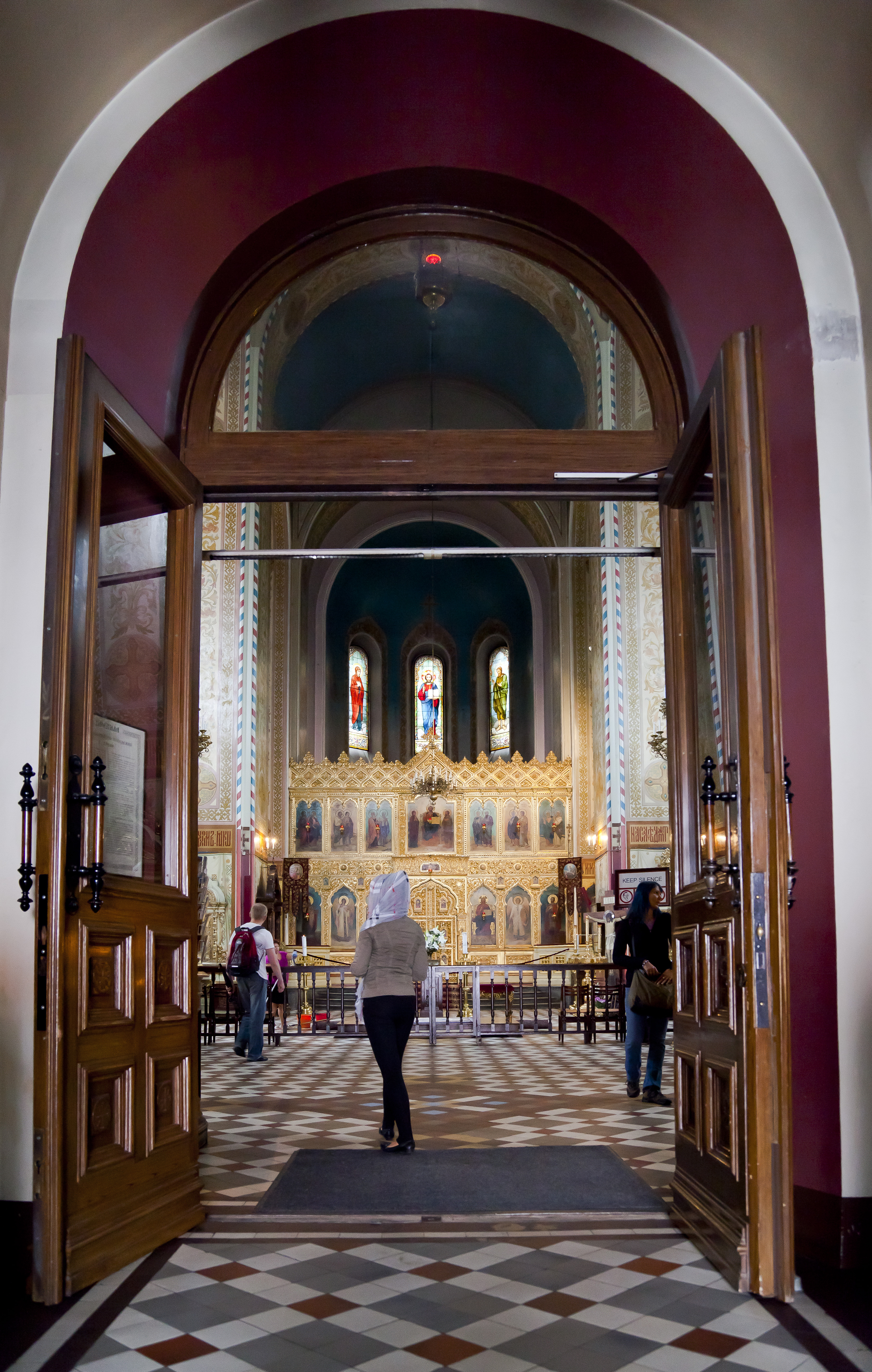
Vista del interior.
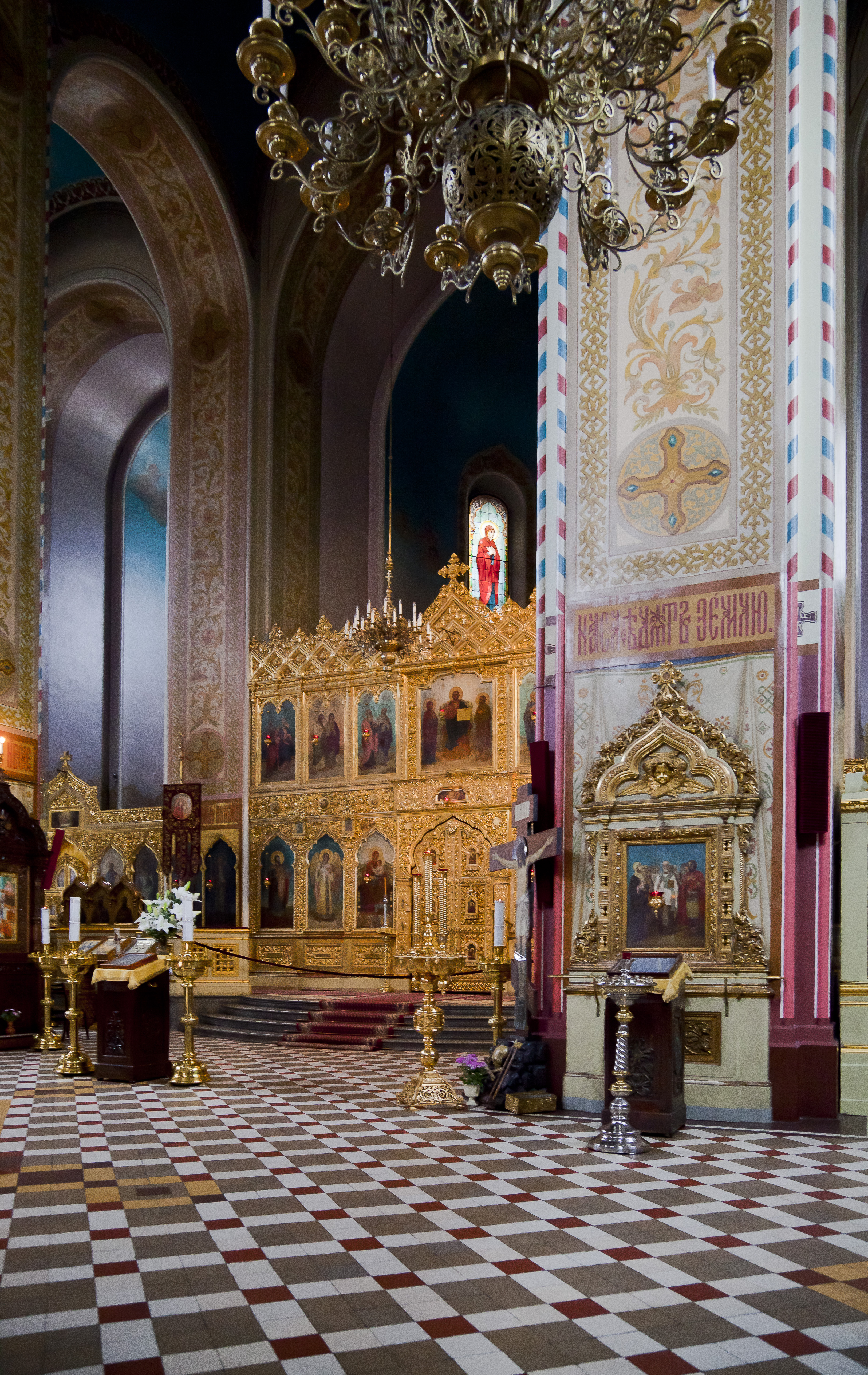
Detalle del interior.